# ان‌جی‌سی ۳۵۶۱

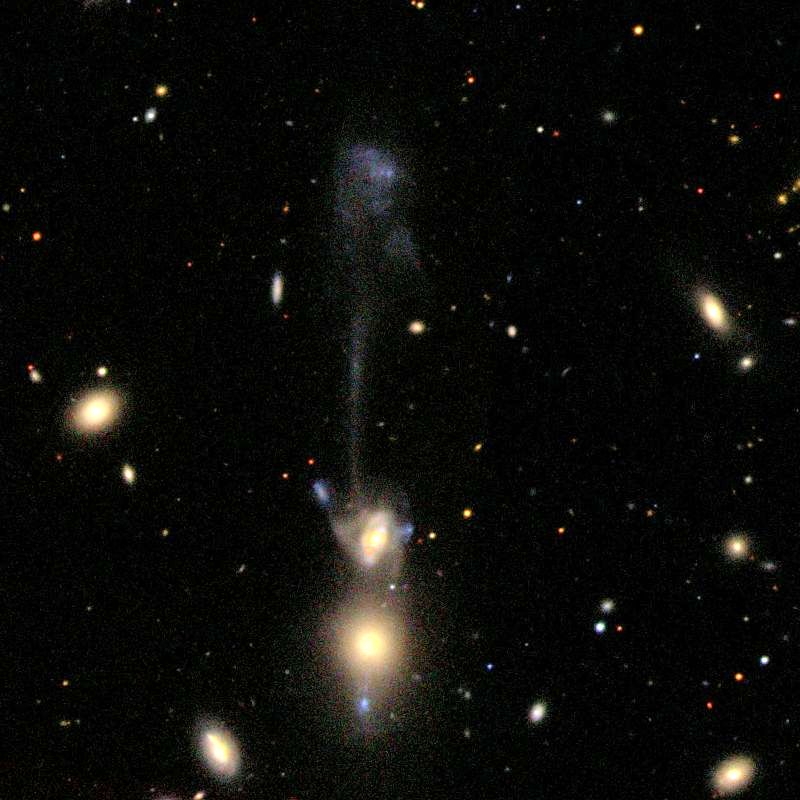

ان‌جی‌سی ۳۵۶۱ یک کهکشان‌ است.